# Desvio geodésico
Em relatividade geral, desvio geodésico descreve a tendência de objetos de recuar ou se aproximar um do outro enquanto se movem sob a influência de um campo gravitacional que varia espacialmente. Dito de outra forma, se dois objetos são postos em movimento ao longo de duas trajetórias inicialmente paralelas, a presença de uma força de maré gravitacional fará com que as trajetórias curvem-se na direção ou distanciem-se uma da outra, produzindo uma aceleração relativa entre os objetos.